# Bellinzago Novarese
Bellinzago Novarese (Branzagh in lombardo e piemontese, pronuncia IPA: [bran'tsak]) è un comune italiano di 9 372 abitanti della provincia di Novara in Piemonte. Per distinguerlo da altre località omonime (come ad esempio Bellinzago Lombardo), il 31 maggio 1863 fu aggiunto lo specificativo Novarese al nome.

## Geografia fisica
Il comune è costituito da un agglomerato principale e da due frazioni: Badia di Dulzago e Cavagliano.

Assieme ad altri 11 comuni, Bellinzago Novarese fa parte del Parco piemontese del Ticino, al cui interno c'è l'oasi del WWF della Baraggia di Bellinzago, istituita per preservare una specie protetta di rospo: il pelobate fosco italiano.

## Storia

### Simboli
Lo stemma e il gonfalone sono stati concessi con decreto del presidente della Repubblica del 5 settembre 1967.
Lo stemma si presenta d'azzurro, a tre castelli d'argento, merlati alla guelfa, torricellati di un pezzo centrale e diruti in banda.
Il gonfalone è un drappo  partito di bianco e di azzurro.

## Monumenti e luoghi d'interesse

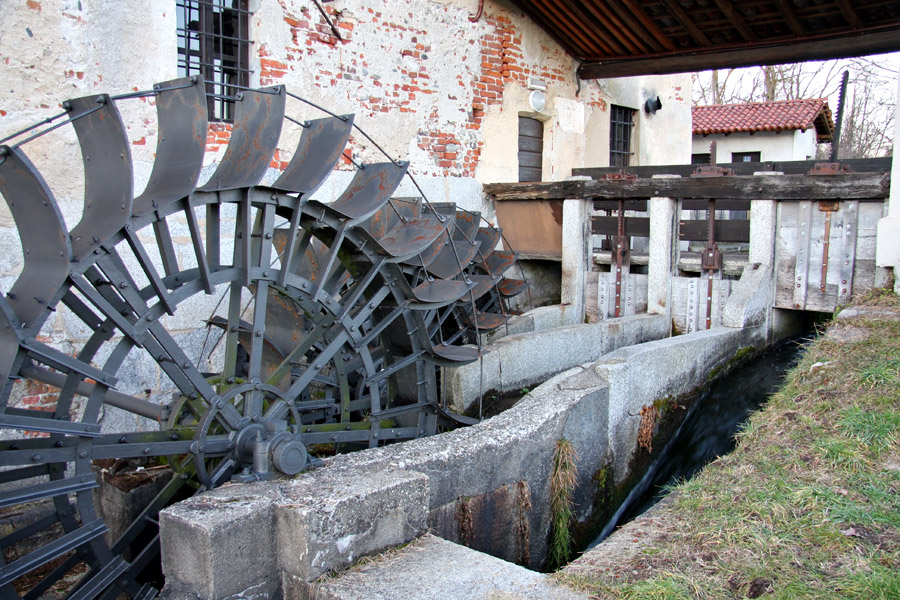
Il Mulino Vecchio

Da ricordare la chiesa parrocchiale di San Clemente Papa Martire progettata dall'architetto Alessandro Antonelli, come anche l'asilo infantile "De Medici". Vi sono inoltre numerose altre chiese come quella di Regina Pacis, Sant'Anna, di Santa Maria, di San Rocco, di Maria Ausiliatrice, di San Giovanni, della Madonna della Neve, della Madonna di Pompei e la chiesetta dedicata a San Giovanni Bosco all'interno della struttura del Ricreatorio Vandoni.
Ad ovest dell'abitato si trova il Mulino Vecchio, unico conservato funzionante dei tanti mulini costruiti in passato nella valle del Ticino. Negli anni '80 il mulino è stato acquisito e restaurato dall'Ente Parco del Ticino ed è diventato un importante centro regionale di educazione ambientale.
Bellinzago Novarese ha anche una certa importanza sotto il profilo militare: nel territorio comunale ha sede il Reggimento "Nizza Cavalleria" (1º) dell'Esercito Italiano e vi ricade gran parte della superficie della base aerea di Cameri.

## Società

### Evoluzione Demografica
Abitanti censiti

## Geografia antropica

### Cascine e località
Nel territorio del comune sono disseminate diverse cascine: la Canova, Località Cascinone, Località Molino Nuovo, Località Mulino Vecchio, Cascina Gavinelli, Cascina Salsa, Cascina Scaron, Cascina Boglia, Cascina Carola, Cascina Apostolo, Cascina Ballarate, Cascina Bertinella Nuova, Cascina Bertinella Vecchia, Cascina Bertolona, Cascina Bettola, Cascina Porcella, Cascina Crimea, Cascina Fratelli Frattini, Cascina L.Frattini, Cascina Marini, Cascina Nova, Cascina Pasquali, Cascina Rossini, Cascina Valpensa, Cascina Zurlo e Località Bulé.

## Amministrazione
Di seguito è presentata una tabella relativa alle amministrazioni che si sono succedute in questo comune.
| Periodo        | Periodo        | Primo cittadino          | Partito                            | Carica  | Note  |
| -------------- | -------------- | ------------------------ | ---------------------------------- | ------- | ----- |
|                | 1815           | Giovanni Botta           |                                    | Sindaco |       |
| 1815           | 1816           | Giovanni Pietro DeMarchi |                                    | Sindaco |       |
| 1816           | 1817           | Clemente Miglio          |                                    | Sindaco |       |
| 1850           | 1853           | Giovanni Gavinelli       |                                    | Sindaco |       |
| 1853           | 1893           | Francesco Vandoni        |                                    | Sindaco |       |
| 1895           | 1907           | Francesco Vandoni        |                                    | Sindaco |       |
| 1958           | 1964           | Maria Bovio              |                                    | Sindaco |       |
| 1964           | 1965           | Angelo Secchi            |                                    | Sindaco |       |
| 1965           | 3 luglio 1985  | Egidio Nuvolone          |                                    | Sindaco |       |
| 3 luglio 1985  | 22 giugno 1990 | Egidio Nuvolone          | Democrazia Cristiana               | Sindaco | [ 8 ] |
| 22 giugno 1990 | 24 aprile 1995 | Egidio Nuvolone          | Democrazia Cristiana, lista civica | Sindaco | [ 8 ] |
| 24 aprile 1995 | 14 giugno 1999 | Giacomo Miglio           | centro-sinistra                    | Sindaco | [ 8 ] |
| 14 giugno 1999 | 14 giugno 2004 | Giacomo Miglio           | centro-sinistra                    | Sindaco | [ 8 ] |
| 14 giugno 2004 | 8 giugno 2009  | Mariella Bovio           | lista civica                       | Sindaco | [ 8 ] |
| 8 giugno 2009  | 26 maggio 2014 | Mariella Bovio           | lista civica                       | Sindaco | [ 8 ] |
| 26 maggio 2014 | 27 maggio 2019 | Giovanni Delconti        | lista civica L'idea                | Sindaco | [ 8 ] |
| 27 maggio 2019 | in carica      | Fabio Sponghini          | lista civica                       | Sindaco | [ 8 ] |

## Sport

### Calcio
In ambito calcistico la prima squadra locale è stata l'Associazione Sportiva Dilettantistica Bellinzago Calcio, la cui storia si dipanò nelle divisioni regionali piemontesi, Negli anni 80, a seguito degli importanti investimenti fatti dall'imprenditore Paolo Gavinelli la società scalò diverse divisioni fino ad arrivare all'Interregionale. Nel campionato 1989-1990, guidata in panchina da Pierino Prati, il club sfiorò la promozione in Serie C2, chiudendo il proprio girone al terzo posto. La prima squadra disputò la propria ultima stagione nel 2011-2012, dopodiché le attività proseguirono col solo settore giovanile fino al 2014-2015, anno del definitivo scioglimento
Nella stagione sportiva 2012-2013 venne trasferito a Bellinzago il titolo sportivo dell'Associazione Sportiva Dilettantistica Marano di Marano Ticino: nacque così il Football Club Dilettantistico Sporting Bellinzago, che disputò due campionati di Eccellenza Piemonte-Valle d'Aosta e poi due di Serie D (guidato in sequenza dai tecnici Emiliano Bigica, Giovanni Koetting e Alessandro Siciliano). Tale club colse il successo più prestigioso nella storia del calcio bellinzaghese, vincendo il girone A della Serie D 2015-2016; la società tuttavia rinunciò ad iscriversi alla Lega Pro e (dopo un fallito tentativo di fusione col Varese) cessò a sua volta le attività.
La pratica calcistica comunale è pertanto passata in carico a due società dilettantistiche: l'Associazione Sportiva Dilettantistica Branzack United, fondata nel 2010, e l'Associazione Sportiva Dilettantistica Bulé Bellinzago, fondata nel 2014.

### Atletica leggera
Nel comune ha sede la Società Atletica Bellinzago, operativa nell'atletica leggera e nel triathlon, il cui successo preminente è costituito dal terzo posto a squadre ai campionati regionali piemontesi di atletica leggera 2016-2017 per la categoria ragazzi.
Sempre in ambito di atletica leggera opera anche l'Associazione Sportiva Dilettantistica Atletica Marathon Bellinzago.

### Pallavolo
In ambito pallavolistico Bellinzago è sede del Volley Bellinzago, fondata nel 1993 e attualmente militante in Serie D, dopo essere stata anche in Serie C. Qui è cresciuta la pallavolista Cristina Barcellini.

## Galleria d'immagini

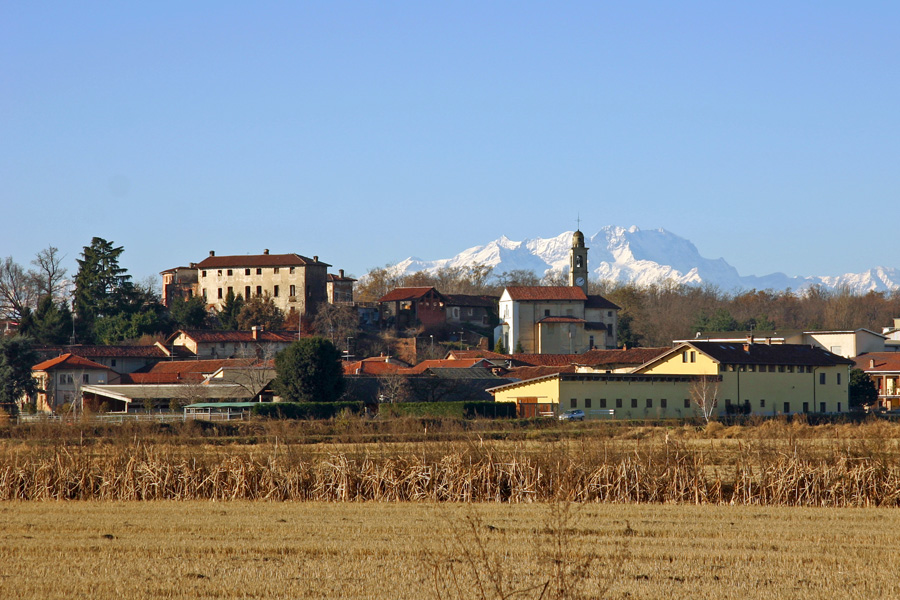
Veduta della frazione Cavagliano
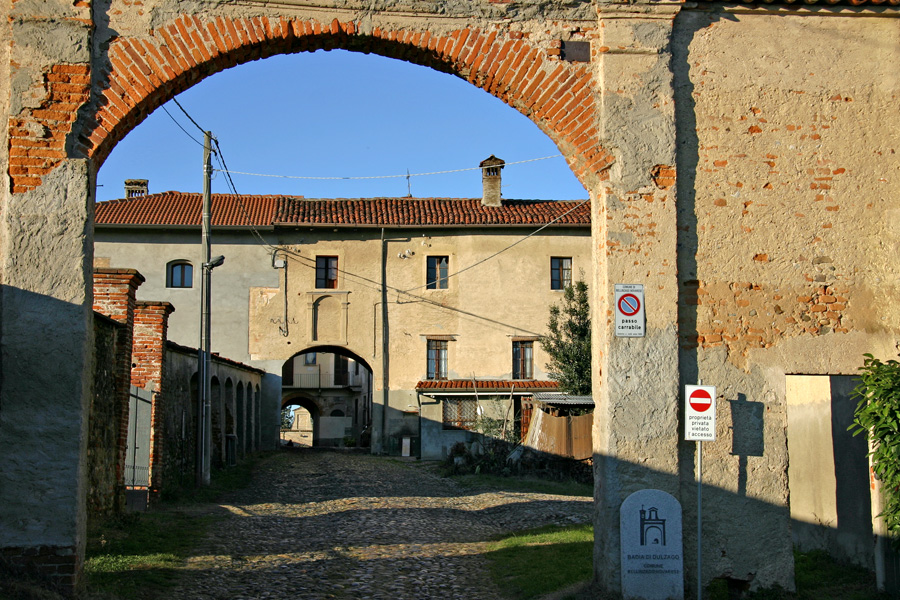
Scorcio della frazione Badia di Dulzago